# Extraliga v ledním hokeji juniorů
Extraliga juniorů je nejvyšší juniorskou hokejovou soutěží v České republice. Tato soutěž vznikla roku 1995 z Ligy staršího dorostu a jejích předchůdců z dob Československa. 
Od sezony 2016/2017 je určena hráčům do 20 let.

## Historie názvů
- Extraliga juniorů (1995/1996 – 1996/1997, 2003/2004 – 2008/2009)
- Lion Extraliga juniorů (1997/1998 – 1999/2000)
- Deli Super Extraliga juniorů (2000/2001)
- Diderot Extraliga juniorů (2001/2002 – 2002/2003)
- NOEN Extraliga juniorů (2009/2010 – 2013/2014)
- DHL Extraliga juniorů (2014/2015 – 2018/2019, 2021/2022 –)
- Juniorská liga akademií (2019/2020 – 2020/2021)
- DHL Extraliga (2021-2025)
- Extraliga juniorů (2025-)

## Přehled účastníků
- Mountfield HK
- HC Energie Karlovy Vary
- HC Škoda Plzeň
- HC Sparta Praha
- BK Mladá Boleslav
- HC Liberec
- HC České Budějovice
- HC Verva Litvínov

- HC Kometa Brno
- HC Dukla Jihlava
- HC Olomouc
- HC Dynamo Pardubice
- HC Oceláři Třinec
- HC RT TORAX Poruba 2011
- HC Vítkovice Ridera
- Berani Zlín

## Systém soutěže
V současné době je liga sestupová a čítá 16 družstev, vítěz nižší ligy juniorů přímo postoupí a poslední tým přímo sestoupí.
1. část: - 16 družstev se utká dvoukolově každý s každým (30 utkání). 
2. část - a) O pořadí v play-off: - družstva umístěná po 1. části na 1. - 8. místě se utkají tříkolově každý s každým. 
- b) O účast v play-off: - družstva umístěná po 1. části na 9. - 16. místě se utkají tříkolově každý s každým. 
3. část - a) Předkolo play-off: - družstva umístěná po části 2a) - „O pořadí v play-off“ na 5. - 8. místě a družstva umístěná po části 2b) - „O účast v play-off“ na 1. - 4. místě sehrají předkolo play-off na 3 vítězná utkání. 
- b) O udržení: - družstva umístěná po části 2b) - „O účast v play-off“ na 5. až 8. místě se utkají dvoukolově každý s každým s tím, že v této části soutěže se započítávají výsledky všech utkání z předcházejících částí soutěže. Družstvo, které po skončení této části soutěže získá nejnižší pořadí, sestupuje do soutěže liga juniorů. 
4. část - Play-off o titul Mistr České republiky ve věkové kategorii juniorů: - družstva umístěná po části 2a) - „O pořadí v play-off“ na 1. - 4. místě a vítězná družstva z části 3a) - „Předkolo play-off“ sehrají tři kola play-off (čtvrtfinále, semifinále, finále) s tím, že čtvrtfinále a semifinále se hraje na 3 vítězná utkání, finále na 4 vítězná utkání. 

## Vítězové
| Sezona    | Vítěz                                   | Poznámka                           |
| --------- | --------------------------------------- | ---------------------------------- |
| 1995/1996 | HC Olomouc                              | Extraliga juniorů (U20)            |
| 1996/1997 | HC Slavia Praha                         | Extraliga juniorů (U20)            |
| 1997/1998 | HC Slavia Praha                         | Lion Extraliga juniorů (U20)       |
| 1998/1999 | HC Slavia Praha                         | Lion Extraliga juniorů (U20)       |
| 1999/2000 | HC Slavia Praha                         | Lion Extraliga juniorů (U20)       |
| 2000/2001 | HC IPB Pojišťovna Pardubice             | Deli Super Extraliga juniorů (U20) |
| 2001/2002 | HC IPB Pojišťovna Pardubice             | Diderot Extraliga juniorů (U20)    |
| 2002/2003 | HC KEB Kladno                           | Diderot Extraliga juniorů (U20)    |
| 2003/2004 | HC KEB Kladno                           | Extraliga juniorů (U20)            |
| 2004/2005 | Vsetínská hokejová                      | Extraliga juniorů (U20)            |
| 2005/2006 | HC KEB Kladno                           | Extraliga juniorů (U20)            |
| 2006/2007 | Vsetínská hokejová                      | Extraliga juniorů (U20)            |
| 2007/2008 | HC Energie Karlovy Vary                 | Extraliga juniorů (U20)            |
| 2008/2009 | HC Vítkovice Steel                      | Extraliga juniorů (U20)            |
| 2009/2010 | PSG Zlín                                | Noen Extraliga juniorů (U20)       |
| 2010/2011 | Orli Znojmo                             | Noen Extraliga juniorů (U20)       |
| 2011/2012 | Piráti Chomutov                         | Noen Extraliga juniorů (U21)       |
| 2012/2013 | HC Vítkovice Steel                      | Noen Extraliga juniorů (U21)       |
| 2013/2014 | Piráti Chomutov                         | Noen Extraliga juniorů (U21)       |
| 2014/2015 | Piráti Chomutov                         | DHL Extraliga juniorů (U21)        |
| 2015/2016 | HC Oceláři Třinec                       | DHL Extraliga juniorů (U21)        |
| 2016/2017 | HC Škoda Plzeň                          | DHL Extraliga juniorů (U20)        |
| 2017/2018 | HC Kometa Brno                          | DHL Extraliga juniorů (U20)        |
| 2018/2019 | HC Oceláři Třinec                       | DHL Extraliga juniorů (U20)        |
| 2019/2020 | sezóna zrušena kvůli pandemii covidu-19 | Juniorská liga akademií (U20)      |
| 2020/2021 | sezóna zrušena kvůli pandemii covidu-19 | Juniorská liga akademií (U20)      |
| 2021/2022 | HC Škoda Plzeň                          | DHL Extraliga juniorů (U20)        |
| 2022/2023 | HC Sparta Praha                         | DHL Extraliga juniorů (U20)        |
| 2023/2024 | HC Oceláři Třinec                       | DHL Extraliga juniorů (U20)        |
| 2024/2025 | HC Dynamo Pardubice                     | DHL Extraliga juniorů (U20)        |

## Předchůdci
O nejlepší mládežnické mužstvo v nejvyšší kategorii se celostátně hrálo od roku 1958. Od sezony 1958/59 do sezony 1975/76 se soutěž hrála jako Dorostenecká liga pro hráče do 19 let (U19). Po té do sezony 1994/95 jako Liga staršího dorostu pro hráče do 18 let (U18).
V následující tabulce jsou uvedeni všichni vítězové. Stalo-li se mistrem slovenské mužstvo, je ve zvláštním sloupci uveden samostatně český mistr. V sezoně 1992/93 už se o federální titul nehrálo. Sezonu 1993/94 po rozpadu Československa už hrály pouze české kluby.
| Sezona    | Vítěz                                | Poznámka                    | Český mistr               |
| --------- | ------------------------------------ | --------------------------- | ------------------------- |
| 1958/1959 | TJ VŽKG Ostrava                      | Dorostenecká liga (U19)     |                           |
| 1959/1960 | TJ Spartak Motorlet Praha            | Dorostenecká liga (U19)     |                           |
| 1960/1961 | TJ Jiskra Havlíčkův Brod             | Dorostenecká liga (U19)     |                           |
| 1961/1962 | TJ Spartak Brno ZJŠ                  | Dorostenecká liga (U19)     |                           |
| 1962/1963 | TJ Spartak Motorlet Praha            | Dorostenecká liga (U19)     |                           |
| 1963/1964 | TJ Slavoj České Budějovice           | Dorostenecká liga (U19)     |                           |
| 1964/1965 | TJ Spartak Motorlet Praha            | Dorostenecká liga (U19)     |                           |
| 1965/1966 | TJ CHZ ČSSP Litvínov                 | Dorostenecká liga (U19)     |                           |
| 1966/1967 | TJ Tesla Pardubice                   | Dorostenecká liga (U19)     |                           |
| 1967/1968 | TJ SONP Kladno                       | Dorostenecká liga (U19)     |                           |
| 1968/1969 | TJ Gottwaldov                        | Dorostenecká liga (U19)     |                           |
| 1969/1970 | TJ PZ Kladno                         | Dorostenecká liga (U19)     |                           |
| 1970/1971 | TJ PZ Kladno                         | Dorostenecká liga (U19)     |                           |
| 1971/1972 | TJ ZKL Brno                          | Dorostenecká liga (U19)     |                           |
| 1972/1973 | TJ Lokomotíva Vagónka Stavbár Poprad | Dorostenecká liga (U19)     | TJ VŽKG Ostrava           |
| 1973/1974 | TJ Slovan CHZJD Bratislava           | Dorostenecká liga (U19)     | TJ ZKL Brno               |
| 1974/1975 | TJ Slovan CHZJD Bratislava           | Dorostenecká liga (U19)     | TJ Škoda Plzeň            |
| 1975/1976 | TJ Slovan CHZJD Bratislava           | Dorostenecká liga (U19)     | TJ Gottwaldov             |
| 1976/1977 | TJ Slovan CHZJD Bratislava           | Dorostenecká liga (U18)     | TJ Tesla Pardubice        |
| 1977/1978 | TJ Tesla Pardubice                   | Dorostenecká liga (U18)     |                           |
| 1978/1979 | TJ Slovan CHZJD Bratislava           | Liga staršího dorostu (U18) | TJ Škoda Plzeň            |
| 1979/1980 | TJ Škoda Plzeň                       | Liga staršího dorostu (U18) |                           |
| 1980/1981 | TJ Tesla Pardubice                   | Liga staršího dorostu (U18) |                           |
| 1981/1982 | TJ Tesla Pardubice                   | Liga staršího dorostu (U18) |                           |
| 1982/1983 | TJ Tesla Pardubice                   | Liga staršího dorostu (U18) |                           |
| 1983/1984 | TJ Dopravní stavby Olomouc           | Liga staršího dorostu (U18) |                           |
| 1984/1985 | TJ Slovan CHZJD Bratislava           | Liga staršího dorostu (U18) | TJ Motor České Budějovice |
| 1985/1986 | TJ Gottwaldov                        | Liga staršího dorostu (U18) |                           |
| 1986/1987 | TJ Sparta ČKD Praha                  | Liga staršího dorostu (U18) |                           |
| 1987/1988 | SVS-M Dukla Jihlava                  | Liga staršího dorostu (U18) |                           |
| 1988/1989 | TJ CHZ ČSSP Litvínov                 | Liga staršího dorostu (U18) |                           |
| 1989/1990 | SVS-M Dukla Jihlava                  | Liga staršího dorostu (U18) |                           |
| 1990/1991 | HC Dukla Trenčín                     | Liga staršího dorostu (U18) | TJ PZ Kladno              |
| 1991/1992 | SVS-M Dukla Jihlava                  | Liga staršího dorostu (U18) |                           |
| 1992/1993 | HC České Budějovice                  | Liga staršího dorostu (U18) | pouze ČR                  |
| 1993/1994 | HC Sparta Praha                      | Liga staršího dorostu (U18) | pouze ČR                  |